# Zlín Z-XII
Dimensions
Le Zlín Z-XII est un avion de sport monomoteur à structure en bois. Il pouvait avoir, soit un cockpit ouvert, soit un cockpit fermé.